# Гардтоп

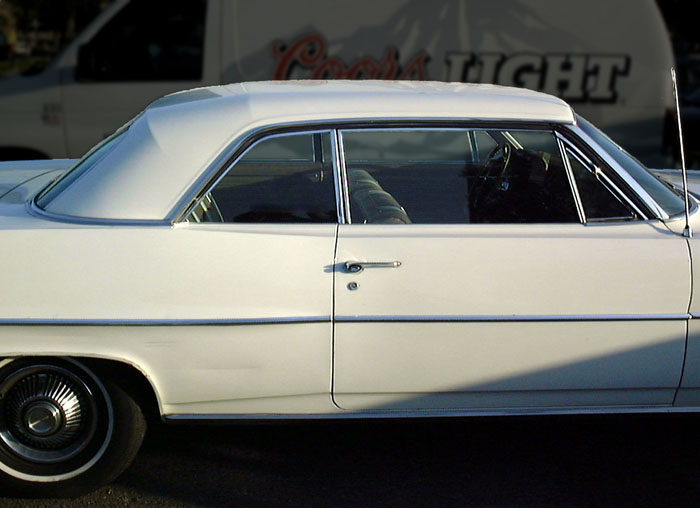
Дводверний Pontiac Catalina моделі 1963 року.
Додатковий збіг з кабріолетом йому надають ребра на даху, що імітують дуги тенту.

Гардтоп, також хардтоп (англ. hardtop, від hard — твердий і top — верх) — кузов легкового автомобіля з твердим дахом без бічних стійок з опусканим бічним склом. Відсутність бічних стійок покращує огляд, полегшує завантаження і вивантаження великогабаритного багажу. Проте виключення проміжних опор, що підтримують дах, вимагає збільшення міцності самого даху і несної частини кузова. Гардтоп застосовується рідко, в основному на автомобілях великого літражу.